# Anipong Kijkam
Anipong Kijkam (thailändisch อณิพงษ์ กิจคาม; * 6. September 1999), auch als Bass bekannt, ist ein thailändischer Fußballspieler.

## Karriere
Anipong Kijkam erlernte das Fußballspielen in der Jugend des Port FC. Seinen ersten Vertrag unterschrieb der Torwart Mitte Juli 2020 beim Police Tero FC. Der Verein aus der Hauptstadt Bangkok spielte in der ersten Liga, der Thai League. Hier kam er jedoch nicht zum Einsatz. Nach einer Spielzeit wechselte er im Sommer 2021 zum Zweitligaaufsteiger Muangkan United FC nach Kanchanaburi. Nachdem er hier auch nicht zum Einsatz gekommen war, wechselte er im Juli 2022 in die dritte Liga. Hier schloss er sich dem Hauptstadtklub Bangkok FC an. Am Ende der Spielzeit 2022/23 feierte er mit dem Verein die Vizemeisterschaft der Bangkok Metropolitan Region. In den Aufstiegsspielen zur zweiten Liga konnte man sich jedoch nicht durchsetzen. Mitte Juni 2023 verpflichtete ihn der Zweitligist Chiangmai FC. Mit dem Verein aus Chiangmai belegte er den vierten Tabellenplatz und qualifizierte sich für die Aufstiegsspiele zur ersten Liga. Hier schied man jedoch gegen den Nakhon Si United FC aus. Im Sommer 2024 wurde Chiangmai die Lizenz für die zweite Liga verweigert. Anfang Juli 2024 nahm ihn sein ehemaliger Verein Police Tero FC, der am Ende der Spielzeit 2023/24 aus der ersten Liga abgestiegen war, wieder unter Vertrag. Sein Zweitligadebüt gab Kijkam am 9. November 2024 (12. Spieltag) im Auswärtsspiel gegen den Bangkok FC. Bei dem 0:0-Unentschieden stand er in der Startelf und spielte die kompletten 90 Minuten.